# Flavio César
Flavio Raymundo Martínez González, más conocido como Flavio César (Monterrey, Nuevo León, 26 de julio de 1969), es un actor y cantante mexicano. Es especialmente conocido como cantante juvenil y por su papel protagónico en la telenovela Agujetas de color de rosa, y ha sido catalogado por la revista TV Notas como «una de las figuras de la música pop más importantes de la década de los 90» en México.

## Biografía

### Televisión
Flavio César, hijo de padres mexicanos, se dio a conocer como actor de telenovelas y series de televisión y como cantante de pop mexicano y es hermano del también cantante y actor Charlie del grupo mexicano Magneto.
Desde muy niño participó en concursos de canto y eso le dio la oportunidad para competir en un concurso de talento en los programas de Juguemos a cantar, Valores juveniles, Dr. Cándido Pérez y Siempre en domingo.
Durante su adolescencia aprovechó en participar en un grupo juvenil llamado Clase 69, aunque en la primavera de 1993 logra realizar su sueño, pues firma un contrato con una empresa disquera para lanzar su álbum debut homónimo como solista.
En la década los noventa, participó en distintas telenovelas mexicanas de la cadena Televisa. En 1994 debutó como actor protagónico en la famosa telenovela juvenil Agujetas de color de rosa y en 1996 participó como protagonista de la telenovela Confidente de secundaria, junto a Irán Castillo.
El 18 de abril de 1995 lanzó su nuevo disco titulado Mediterráneo y en 1999 termina de firmar con Sony Music en España su disco No tengas miedo a enamorarte, con la compañía Bat Discos, siendo lanzado después en 2001 en este país europeo.

### Conversión al cristianismo
Flavio se convirtió al cristianismo en 1998 en la iglesia “Castillo del Rey” donde fue miembro por muchos años. En una entrevista declaró haber visto que una persona que trabajaba con él «siempre estaba en paz» y traía una Biblia; así que Flavio comenzó a leerla pensando: «algo bueno debe de tener». Dijo haberse «enamorado de Dios», y el mismo año dio a conocer un álbum de temática cristiana, titulado Me faltas tú.
Después de su incursión a la música cristiana, dejó de tener la fama y la popularidad de antes y dejó de presentarse en giras seculares. Se ha dedicado a presentarse en eventos cristianos y realizar producciones de la misma índole, a pesar de que ha recibido ofertas de regresar al medio del espectáculo secular. Flavio se presentó en la Expo Cristiana 2010.
El 20 de septiembre del 2020 le nombraron oficialmente Pastor Asociado de la iglesia "Oak Hills Church en Español" en San Antonio, Texas.

## Discografía

### Solitario
- Flavio César (1993)
- Mediterráneo (1995)
- Qué será de mí (1996)
- No tengas miedo a enamorarte (1999)
- 12 (2001)

### Cristiana
- Me faltas tú (2006)
- Tengo la victoria (2009)
- Juntos (2017)